# Proformica
Proformica is een geslacht van vliesvleugelige insecten van de familie Mieren (Formicidae).

## Soorten
- P. alaica Kuznetsov-Ugamsky, 1926
- P. buddhaensis Ruzsky, 1915
- P. caucasea (Santschi, 1925)
- P. coriacea Kuznetsov-Ugamsky, 1927
- P. dolichocephala Kuznetsov-Ugamsky, 1927
- P. epinotalis Kuznetsov-Ugamsky, 1927
- P. ferreri Bondroit, 1918
- P. flavosetosa (Viehmeyer, 1922)
- P. jacoti (Wheeler, W.M., 1923)
- P. kaszabi Dlussky, 1969
- P. kobachidzei Arnoldi, 1968
- P. korbi (Emery, 1909)
- P. kosswigi (Donisthorpe, 1950)
- P. kusnezowi (Santschi, 1928)
- P. longiseta Collingwood, 1978
- P. mongolica (Emery, 1901)
- P. nasuta (Nylander, 1856)
- P. nitida Kuznetsov-Ugamsky, 1923
- P. oculatissima (Forel, 1886)

- P. ossetica Dubovikov, 2005
- P. pilosiscapa Dlussky, 1969
- P. seraphimi Tarbinsky, 1970
- P. similis Dlussky, 1969
- P. splendida Dlussky, 1965
- P. striaticeps (Forel, 1911)